# علم الخلية
علم الخلية أو سيتولوجيا هو علم يقوم بدراسة الخلايا الحية؛ خواصها وبنيتها ومكوناتها، والعضيات الموجودة فيها وتفاعلاتها مع البيئة المحيطة إضافة لدورة حياتها وانقسامها ثم موتها. تتم هذه الدراسة على نطاق مجهري أو جزيئي. فالبيولوجيا الخلوية تبحث في مجالات تمتد من تنوعات الأحياء وحيدة الخلية إلى الأحياء متعددة الخلايا بخلاياها المتمايزة جداً مثل الإنسان. وهو علم يدرس كيفية عمل الخلايا الحية ويشمل معرفة تركيب عضيات الخلية ووظيفتها والجزيئات الكربونية التي تنتج الخلايا. الجزيئات الأكثر أهمية هي الحمض النووي والحمض النووي الريبي والبروتينات.
من أهم التراكيب في الخلية النواة والكروموسومات وهناك تراكيب عديدة أخرى. تركيب الخلايا حقيقية النواة أكثر تعقيدًا من تركيب الخلايا بدائية النوى بسبب حدوث تعايش جواني: بعض العضيات أو جميعها حقيقية النواة هي بدائيات النوى سابقًا مثل: الميتوكوندريا والبلاستيدات. وتُعد معرفة تركيب الخلايا وكيفية عملها أساسي لجميع العلوم الحيوية. فتقدير مدى التشابه والاختلاف بين الأنماط الخلوية يعدّ أمرًا مهمًا وأساسيًا لجميع العلوم الحيوية الجزيئية والخلوية. لأن هذه التشابهات تشكل إطارًا عامًا موحدًا يسمح بتعميم المباديء ونتائج الأبحاث في علوم مترابطة مثل علم الوراثة، الكيمياء الحيوية، علم الأحياء الجزيئي وأخيرًا علم الأحياء التنموي.

## التاريخ
شوهدت الخلايا لأول مرة في أوروبا في القرن السابع عشر مع اختراع المجهر المركب. في عام 1665، أشار روبرت هوك إلى الوحدة البنائية الأساسية لجميع الكائنات الحية باسم «الخلايا» (نُشرت في كتاب الفحص المجهري) بعد النظر إلى قطعة من الفلين وملاحظة بنية تشبه الخلية؛ ومع ذلك، كانت الخلايا ميتة ولم تعط أي فكرة حول المكونات الكلية الفعلية للخلية. بعد بضع سنوات، في عام 1674، كان أنطوني فان ليفينهوك أول من حلل الخلايا الحية خلال فحصه للطحالب. بعد عدة سنوات، في عام 1831، اكتشف روبرت براون النواة. سبق كل ذلك نظرية الخلية التي تنص على أن جميع الكائنات الحية تتكون من خلايا وأن الخلايا هي الوحدات الوظيفية والتركيبية للكائنات الحية. هذا ما توصل إليه في النهاية عالم النبات ماتياس شلايدن وعالم الحيوان ثيودور شوان في عام 1838، إذ شاهدا الخلايا الحية في الأنسجة النباتية والحيوانية على التوالي. بعد 19 عامًا، ساهم رودلف فيرخوف في نظرية الخلية بشكل أكبر، مضيفًا أن جميع الخلايا تأتي من انقسام خلايا موجودة مسبقًا. لا تُشمل الفيروسات ضمن علم بيولوجيا الخلية، فهي تفتقر إلى خصائص الخلية الحية، وبدلًا من ذلك تُدرس في فئة فرعية لعلم الأحياء الدقيقة، هي علم الفيروسات.

## أنواع الخلايا
هناك تصنيفان أساسيان للخلايا: بدائيات النوى وحقيقيات النوى. تتميز بدائيات النوى عن حقيقيات النوى بعدم وجود نواة للخلية أو أي عضية أخرى محاطة بغشاء، بالإضافة إلى أن بدائيات النواى أصغر بكثير من حقيقيات النوى، ما يجعلها أصغر أشكال الحياة. تشمل بدائيات النوى البكتيريا والعتائق، وهي تفتقر إلى نواة خلية مغلقة. توجد حقيقيات النوى في النباتات والحيوانات والفطريات والطلائعيات. يتراوح قطرها بين 10-100 ميكرومتر، ويكون حمضها النووي الريبوزي منقوص الأكسجين (الدنا) داخل نواة محاطة بغشاء. حقيقيات النوى هي كائنات تحتوي على خلايا حقيقية النوى. تشمل ممالك حقيقيات النوى الأربعة: الحيوانات والنباتات والفطريات والطلائعيات.
يتكاثر كلاهما من خلال الانقسام الثنائي. البكتيريا، وهي النوع الأبرز، لها عدة أشكال مختلفة، رغم أن معظمها كروي الشكل أو على شكل عصيات. يمكن تصنيف البكتيريا إما إيجابية الغرام أو سلبية الغرام حسب تركيب جدار الخلية. تحتوي البكتيريا موجبة الجرام على طبقة ببتيدوجليكان أكثر سمكًا من البكتيريا سلبية الغرام. تشمل السمات التركيبية للبكتيريا سوطًا يساعد الخلية على الحركة، وريبوسومات لترجمة الحمض النووي الريبوزي (الرنا) إلى بروتين، ونوواني يحمل جميع المواد الوراثية في بنية دائرية. في بدائيات النوى، يبدأ اصطناع الرنا المرسال عند تسلسل المحفز على قالب الدنا الذي يضم تسلسلين متوافقين يفعلان بوليميراز الحمض النووي الريبوزي. يتكون إنزيم البوليميراز لدى بدائيات النوى من إنزيم أساسي مكون من أربع وحدات فرعية بروتينية وبروتين سيغما يساعد فقط في مرحلة البدء. مثلًا، في عملية تسمى الاقتران البكتيري، يسمح عامل الخصوبة للبكتيريا بامتلاك أشعار تسمح لها بنقل الدنا إلى بكتيريا أخرى تفتقر إلى عامل الخصوبة، ما يسمح بانتقال المقاومة التي تسمح لها بالنجاة في في بيئات معينة.

## عمليات خلوية
- الانقسام الخلوي: ينقسم إلى انقسام متساوي وانقسام منصف كيفية تولد الخلايا الجديدة.
- تأشير الخلايا: تنظيم سلوك الخلية عن طريق إشارات خارجية.
- النقل الفعال والنقل المنفعل: انتقالات الجزيئات من الخلايا وإلى الخلايا.
- التصاق الخلايا: جمع الخلايا مع بعضها البعض.
- النسخ الوراثي والتوصيل (إزالة الانترونات): التعبير الجيني.
- حركة الخلية: كيموتاكسيس، التقلص العضلي، الأهداب والأسواط.
- إصلاح الدنا وموت الخلية
- الاستقلاب: التحلل الغليكوزي التنفس الخلوي، التركيب الضوئي: اصطناع ضوئي أو تمثيل ضوئي.

## تقنيات
- مجهرية وتلوين مناعي
- إسقاط الموروثة والتعداء

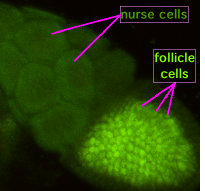

- زرع الخلايا Cell culture والقائفة المشعة Radioactive tracers
- تفاعل البوليميراز المتسلسل وتهجين في الموقع In situ hybridization
- مصفوفة دنا دقيقة مرشحات للتعبير الجيني

### تنقية الخلايا وأجزائها
يتم التوصل إلى تنقية الخلايا وأجزائها باستخدام الطرق التالية :
- التعداد الخلوي
- تجزيء خلوي Cell fractionation
  - تحرير العضيات الخلوية عن طريق تمزق الخلايا
  - فصل العضيات المختلفة ضمن الخليفة بوساطة تثفيل centrifugation.
- استخلاص البروتينات من الأغشية الخلوية عن طريق المنظفات وأاملاح أو غيرها من الكيماويات.
- الترسيب المناعي
- تحليل الخلية الواحدة

## بعض البنى الداخل-خلوية

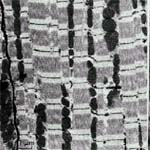
صورة مجهرية إلكترونية.

- عضية - مصطلح يستخدم للهياكل الخلوية الرئيسية
- صانعات خضراء Chloroplast - العضية الأساسية في التمثيل الضوئي
- أهداب Cilia - بنى صغيرة متحركة من الأنيبيبات الدقيقة
- سيتوبلازم - السائل الرئيسي الذي يشغل الفراغ في الخلايا
- هيكل خلوي Cytoskeleton - خيوط بروتينية داخل الخلايا
- ريبوسوم = جسيم ريبي Ribosome - تجمع من البروتنيات والرنا يشكل وحدة أساسية لاصطناع البروتين.
- شبكة بلاسمية داخلية Endoplasmic reticulum - الموقع الأساسي لاكمال اصطناع البروتين
- سوط Flagella - بنى متحركة توجد في الجراثيم والبكتيريا القديمة وبعض الخلايا حقيقية النوى
- جهاز غولجي Golgi apparatus - موقع لربط البروتينات بالسكريات
- غشاء: حاجز مؤلف من دسم وبروتين
- ليبيد ثنائي الطبقة Lipid bilayer - البنية الأساسية للأغشية الخلوية
- حويصل أو فجوة خلوية vesicle - فراغات محاطة بغشاء ضمن السيتوبلازم الخلوي
- ميتوكوندريا = متقدرة Mitochondrion - العضية الأساسية المنتجة للطاقة والقدرة
- نواة - تحوي المادة الوراثية الأساسية (الدنا) في الخلايا حقيقية النوى

### علماء أحياء خلويين مميزين
- أنتون فان ليووينهوك
- غونتر بلوبل
- بيتر أغري
- بول نرس
- روبرت هورفيتز
- كريستيان دو دوف
- إدموند ويلسون
- بيتر ميتشل
- جورج بالاد
- كيث ر. بورتر